# Tárápurská jaderná elektrárna
Jaderná elektrárna Tárápur (anglicky Tarapur nuclear power station) je jadernou elektrárnou v Indii. Nachází se poblíž města Tárápur v Maháráštře. Jedná se o první a tudíž nejstarší jadernou elektrárnu v Indii a dokonce v Asii. Celkový hrubý výkon elektrárny činí 1400 MW. První dva bloky jsou blízko konce své životnosti.

## Historie a technické informace

### Počátky
V roce 1959 vedení indické komise pro atomovou energii oznámilo, že plánují uvést do provozu první jadernou elektrárnu mezi Bombají a Ahmedábádem do roku 1964 nebo 1965. Komise plánovala získat na stavbu elektrárny v rámci třetího pětiletého plánu téměř 550 milionů rupií a podle tohoto pětiletého plánu začít stavět další dvě nebo tři jaderné elektrárny. Během roku 1959 začala Indie vyhodnocovat možné místo poblíž města Tárápur na západním pobřeží země. Pro ověření vhodnosti bylo v oblasti provedeno několik půdních testů. Do konce roku 1959 byla vyšetřování dokončena, pozemky byly zakoupeny indickou vládou a na místě byly provedeny první přípravné práce, poté mělo proběhnout mezinárodní výběrové řízení.
Výběr Tárápuru jako místa byl založen především na předchozích hydrografických průzkumech. Hlavními faktory byly mimo jiné vhodně pevné základy budov a přítomnost velkého zdroje chladicí vody. Vzhledem k tomu, že pobřeží poblíž Tarapuru je velmi skalnaté, nabízí díky své poloze na pobřeží optimální místo pro stavbu jaderné elektrárny a také dostatek chladicí vody. Důležité bylo zejména chování při odlivu a přílivu, které se na arabské straně Indického moře chová příznivěji než na asijské straně. Vzhledem k poloze Tarapuru je velmi výhodná i jeho poloha v blízkosti nákladových center států Gudžarát a Maháráštra. Lokalitu se také podařilo napojit na železniční infrastrukturu západní železniční trati v Boisaru, což zvýhodnilo přepravu komponentů.

### Bloky 1 a 2
V listopadu 1960 indická vláda zahájila výběrové řízení na Tarapur 1 a 2. Toto bylo uzavřeno 31. srpna 1961. Po uplynutí této konečné lhůty se objevily nabídky na výstavbu Tárápuru z Francie, Spojeného království, Kanady a Spojené státy. Vhodný výběr měl proběhnout do konce roku. V říjnu 1962 oznámilo nově vytvořené ministerstvo pro atomovou energii, že General Electric získá kontrakt na stavbu Tárápuru pro svou nabídku dvou varných reaktorů s celkovým výkonem 380 MW.

#### Výstavba
Výstavba prvního a druhého bloku byla oficiálně zahájena 1. října roku 1964. Pro snížení nákladů bylo zvoleno vysokonapěťové vedení 345 kV namísto 500 kV, ale o kapacitě 600 MW pro zachování rezervy pro případné další bloky v budoucnosti. Ke konci roku 1965 došlo 9. prosince 1965 ke stávce stavebních dělníků kvůli rozdílům mezi dvěma odbory, které si navzájem soupeřily. Odbory vznesly kolektivní požadavky proti společnostem zabývajícím se výstavbou reaktorů. Tato rivalita vedla 29. prosince k nepokojům v dělnickém městě Tárápur, které musela potlačit místní policie, ale dělníci se dostali do konfliktu s policií. To mělo za následek smrt osmi pracovníků a velké množství zraněných lidí. Stávka byla nakonec vyřešena ústupkem indické vlády. Když se současně rozhořela druhá indicko-pákistánská válka, zastavila se na začátku roku 1966 loď ze Spojených států na námořní cestě do Indie v pákistánském přístavu, aby doplnila palivo. To vedlo k tomu, že pákistánská vláda zabavila komponenty, které byly určeny pro jadernou elektrárnu Tárápur. Při následných jednáních pákistánská strana ustoupila, ale již nebyla schopna komponenty lokalizovat a beze stopy zmizely. General Electric vyrobil nové komponenty v hodnotě několika set tisíc dolarů zdarma.
Dne 17. května 1966 podepsaly vlády Indie a Spojených států dlouhodobou smlouvu na dodávky obohaceného uranu do reaktorů jaderné elektrárny Tárápur. Dodací lhůta byla stanovena na 25 let za cenu přibližně 100 milionů dolarů. Koncem roku 1967 odhalila kontrola tlakové nádoby reaktoru v jaderné elektrárně Oyster Creek 108 povrchových trhlin o maximální hloubce 5 milimetrů. Inspekce ze strany United States Atomic Energy Commission nedokázala rychle najít příčinu, proč k prasklinám došlo, protože identický reaktor pro jadernou elektrárnu Nine Mile Point žádné praskliny nevykazoval. Tarapur-1 dokončil testy v říjnu. Oba bloky vstoupily do komerčního provozu dne 28. října 1969 a na konci roku 1969 předal General Electric indické vládě hotový projekt.

#### Uvedení do provozu
První blok přešel do kritického stavu dne 1. února 1969 (jiné zdroje tvrdí 2. února 1969). Druhý blok následoval 27. února 1969. první blok byl připojen do rozvodné sítě dne 1. dubna 1969. Druhý blok následoal 5. května 1969. Druhý blok dosáhl v červnu 1969 výkonu 106 %. srpnu 1969 musela být elektrárna na několik dní odstavena ze sítě, protože došlo k závadě na rozvaděči, která si vyžádala toto odpojení. Na konci srpna se bloky vrátily zpět do provozu, takže začátkem září 1969 byl Tarapur-2 schopen dokončit zkušební výkonnostní provoz, ve kterém reaktor běží stabilně při plné zátěži po dobu 100 hodin.

### Bloky 3 a 4
Na začátku roku 1986 oznámila Indie další expanzi jaderné energetiky. To zahrnovalo výstavbu dvou reaktorů IPHWR-540 v jaderné elektrárně Tárápur. Přípravné práce na dvou blocích začaly v roce 1998. To, že se projekt tak dlouho zdržel, bylo způsobeno především tím, že indické vládě chyběly finanční prostředky na výstavbu bloků 3 a 4, které byly vyčísleny na 1,5 miliardy dolarů.

#### Výstavba
Výstavba prvního bloku byla zahájena 12. května 2000 a druhého bloku paradoxně dříve 8. března 2000. V roce 2002 byla se společností Larsen & Toubro uzavřena smlouva na dodávku přístrojového vybavení pro bloky v hodnotě 17 milionů dolarů. To zahrnovalo návrh, výrobu, konstrukci, dodávku, instalaci a uvedení zařízení do provozu.

#### Uvedení do provozu
V roce 1988 se předpokládalo uvedení do provozu mezi lety 1995 a 2000. O deset let později v roce 1998 se očekávalo, že bloky budou uvedeny do provozu v dubnu 2006 a 2007. Blok 4 poprvé naběhl do kritického stavu dne 6. března 2005. Výstavba bloku byla dokončena 7 měsíců před harmonogramem. Dne 4. června 2005 byl Tarapur-4 poprvé synchronizován se sítí. Třetí blok byl poprvé kritický 21. května 2006. Dne 15. června byl synchronizován s elektrickou sítí a do komerčního provozu vstoupil 18. srpna 2006. Byl dokončen později, než čtvrtý blok, přesto však 6 měsíců dříve, než stanovoval harmonogram.

### Pochybnosti v bezpečnosti provozu
Zvláště po fukušimské havárii zaznívají názory, že dva nejstarší reaktory nejsou bezpečné, protože jsou už daleko za svou původní plánovanou projektovanou životností. Obavy z havárie jsou však oprávněné, protože tyto reaktory jsou velmi podobné těm v havarované fukušimské elektrárně. Bývalý ředitel Regulačního výboru pro jadernou energii v Indii (AERB) uvedl, že reaktory Tárápur 1 a 2 jsou mnohem starší než poškozené reaktory v jaderné elektrárně Fukušima Dajiči a měly by být okamžitě vyřazeny z provozu.
I přes všechna tato tvrzení jaderná elektrárna Tárápur získala nejvyšší ocenění za bezpečnost ze všech jaderných elektráren v Indii.

### Výbuch vodíku
Dne 17. ledna 2020 v 5:30 došlo v komínu prvních dvou bloků elektrárny k výbuchu vodíku při běžné odstávce. K výbuchu došlo v důsledku úniku, což se nazývá Elevation 103. Atomová komise Indie okamžitě nařídila odstavit blok 2. Podle zdrojů nedošlo k žádnému poškození konstrukce komína ani jádra reaktoru. Reaktory byly uvedeny do stavu dočasné odstávky dne 18. ledna 2020 a 13. června 2020.

## Informace o reaktorech
| Reaktor   | Typ reaktoru  | Výkon  | Výkon  | Zahájení výstavby | Připojení k síti | Uvedení do provozu | Uzavření |
| Reaktor   | Typ reaktoru  | Čistý  | Hrubý  | Zahájení výstavby | Připojení k síti | Uvedení do provozu | Uzavření |
| --------- | ------------- | ------ | ------ | ----------------- | ---------------- | ------------------ | -------- |
| Tárápur-1 | BWR-1 145-284 | 150 MW | 160 MW | 1. 10. 1964       | 1. 4. 1969       | 28. 10. 1969       |          |
| Tárápur-2 | BWR-1 145-284 | 150 MW | 160 MW | 1. 10. 1964       | 5. 5. 1969       | 28. 10. 1969       |          |
| Tárápur-3 | IPHWR-540     | 490 MW | 540 MW | 12. 5. 2000       | 15. 6. 2006      | 18. 8. 2006        |          |
| Tárápur-4 | IPHWR-540     | 490 MW | 540 MW | 8. 3. 2000        | 4. 6. 2005       | 12. 9. 2005        |          |